# زمین‌لرزه ۲۰۰۷ مارتینیک
زمین‌لرزه مارتینیک  در تاریخ ۲۹ نوامبر ۲۰۰۷ میلادی، برابر با ‎۸ آذر ۱۳۸۶، ساعت ۱۹:۰۰:۲۰ به زمان یوتی‌سی در مارتینیک رخ داد. ژرفای این زلزله ۱۵۶ کیلومتر بود، و بزرگی آن ۷٫۴ در مقیاس Mw اعلام شده‌است. زمین‌لرزه به وقت محلی در روز پنج‌شنبه، ساعت ۱۵ روی داده و منطقه زمانی آن یوتی‌سی -۴ بوده‌است .
سازمان زمین‌شناسی آمریکا نیز رومرکز این زمین‌لرزه را در مختصات ۱۴°۵۶′۳۸″شمالی ۶۱°۱۶′۲۶″غربی / ۱۴٫۹۴۴°شمالی ۶۱٫۲۷۴°غربی و ژرفای آنرا در ۱۵۶ کیلومتر گزارش کرده‌است. بزرگی برگزیدهٔ این سازمان از میان بزرگیهای محاسبه‌شدهٔ مختلف ۷٫۴ در مقیاس Mw بوده و از دید اثر، در میان چهار دسته‌بندی «نامحسوس»، «محسوس»، «زیان‌آور» یا «با تلفات»، زلزله را «با تلفات» اعلام کرده‌است.در زمین‌لرزه چندین ساختمان در باربادوس خراب شده و چندین ساختمان نیز در مارتینیک آسیب دیده یا خراب شده است.
پروژهٔ «تنسور گشتاور مرکزوار» زاویه‌های (راستا، شیب، ریک) گسل سازندهٔ زمین‌لرزه و صفحه عمود بر آنرا (°۱۰۹، °۵۸، °۳۲-) یا (°۲۱۷، °۶۴، °۱۴۴-) و نوع گسل را «امتدادلغز» فرارسانده‌است.
شمار کشتگان زلزله حدود ۱ نفر بوده‌است.تعداد زخمیان ۱۰۲ نفر برآورده شده‌است.